# Tramlijn 20 (Antwerpen)
De Antwerpse tramlijn 20 verbond de Melkmarkt in het centrum van Antwerpen met Borgerhout. Het was vooral een versterking van tramlijn 10 (Melkmarkt-Deurne).

## Traject
Turnhoutsebaan - Carnotstraat - Koningin Astridplein - Gemeentestraat - Victorieplaats - Kipdorpbrug. Dan reed de tram in een lus door de  Sint-Jacobsmarkt - Kipdorp - Wijngaardbrug - Wolstraat - Lange Koepoortstraat - Melkmarkt (terminus)  - Korte Nieuwstraat - Lange Nieuwstraat en zo weer terug naar de Kipdorpbrug.

## Geschiedenis
Tramlijn 20 werd in 1923 in dienst genomen op een deel van het traject van lijn 10 (Centraal Station-Rivierenhof) om op zon- en feestdagen bezoekers naar dat park te brengen. In 1926 werd de lijn ingezet van de Sint-Jacobsmarkt tot aan de Turnhoutsepoort in Borgerhout. De lijn werd in 1935 opgenomen in tramlijn 24, die verder reed naar Silsburg. Een jaar later verscheen lijn 20 al terug tussen Silsburg en de Victorieplaats, lijn 24 reed sindsdien tussen het Centraal station en het Schoonselhof. Lijn 20bis werd bovendien als extra dienst ingezet tussen de Victorieplaats en de keerlus aan de Turnhoutsepoort.
Van 14 februari 1939 tot 29 mei 1940 werd lijn 20 weer even afgeschaft, maar daarna weer ingevoerd. Op 10 februari 1941 werd de laatste rit van tramlijn 20 gereden.

## Kenkleur
De tram had lichtgroen als kenkleur.

## Buslijn 20
In 1965 kreeg het Antwerpse stadsnet een buslijn 20, maar die heeft niets te maken met de tramlijn met dezelfde nummer.